# 横浜市立高舟台小学校
横浜市立高舟台小学校（よこはましりつ たかふねだいしょうがっこう）は、神奈川県横浜市金沢区高舟台にある市立小学校。

## 概要
1978年に開校。開校当初はまだ校舎がなかったため、開校式も大道小学校でとり行い、同年11月2日になって新校舎の落成式が行われた。

## 沿革
出典
- 1978年（昭和53年）
  - 4月3日 - 大道小学校で開校式挙行。
  - 4月21日 - 父母の会発足。
  - 11月2日 - 新校舎落成式挙行。
- 1979年（昭和54年）2月13日 - 校章制定。
- 1980年（昭和55年）
  - 6月11日 - 父母の会がPTAになる。
  - 10月31日 - 「高舟台小学校子どもの歌」発表。
- 1987年（昭和62年）10月31日 - 創立10周年記念式典挙行し、祝賀会開催。同日、校歌制定。
- 1990年（平成2年）9月10日 - 校地整備完了。
- 1995年（平成7年）6月12日 - はまっ子ふれあいスクール開設。
- 1997年（平成9年）11月1日 - 創立20周年記念式典挙行し、祝賀会開催。
- 2001年（平成13年）7月25日 - 給食室改築工事。
- 2007年（平成19年）11月10日 - 創立30周年記念行事開催。
- 2009年（平成21年）4月1日 - 児童支援専任教諭配属。
- 2010年（平成22年）11月26日 - 各教室にエアコン設置工事実施。
- 2012年（平成24年）9月1日 - 体育館の床張替工事実施。
- 2016年（平成28年）4月5日 - エレベーターと多目的トイレ設置。
- 2017年（平成29年）4月5日 - 創立40周年記念式典挙行。
- 2018年（平成30年）4月5日 - キッズスクール開始。

## 通学区域と進学先中学校
出典

### 通学区域
- 金沢区
  - 大川（7番1号、7番2号、7番4号～7番6号）
  - 釜利谷南2丁目（8番～41番、43番38号～58番）
  - 大道1丁目（81番14号～81番34号）
  - 高舟台1丁目（1番～31番29号、32番～35番）
  - 高舟台2丁目（1番～20番23号、21番～50番）
  - 六浦3丁目（9番1号～9番4号、9番6号～9番18号、18番35号～18番30番、41番30号、41番35号）

### 進学先中学校
公立中学校に進学する場合
- 横浜市立釜利谷中学校
  - 大川（7番1号、7番2号、7番4号～7番6号）、釜利谷南2丁目（8番～41番、43番38号～58番）から通う児童の進学先。
- 横浜市立大道中学校
  - 上記釜利谷中学校の通学区域を除く地域から通う児童の進学先。

## 著名な卒業生
- 浅川義治[4]（衆議院議員）

## 交通アクセス
- 京急本線金沢文庫駅下車 
  - 京急バス 文11・八景台住宅行 終点下車 徒歩3分
  - 京急バス 文20・自治会館 高舟台循環「自治会館前」下車 徒歩5分
  - 京急バス 文10・高舟台循環（高舟台方面）「ウッドパーク入り口」下車 徒歩７分